# Processen (roman)
 For alternative betydninger, se Processen. (Se også artikler, som begynder med Processen)
Processen (tysk: Der Prozeß) er en surrealistisk roman af den tysksprogede tjekkiske forfatter Franz Kafka. Romanen blev udgivet i 1925 efter Kafkas død og mod hans ønske af vennen Max Brod. Romanen handler om Josef K, som vækkes af politiet en morgen og arresteres uden at kunne få oplyst, hvad han sigtes for. Romanen beskriver hovedpersonen kamp gennem retssystemet og det utal af ydmygelser og krænkelser, han udsættes for på sin vej gennem det djævelske bureaukrati, der i sidste ende dømmer ham til døden.
Romanen har lagt grund til tillægsordet kafkask, om en umulig kamp mod et uigennemskueligt bureaukratisk system.
Den blev i 1962 filmatiseret af Orson Welles med Anthony Perkins i rollen som Josef K.

## Personer i historien
| Personerne                | Personerne |
| ------------------------- | --- |
| Josef K.                  | Romanens hovedperson; en enlig mand i begyndelsen af 30'erne ansat som prokurist i en stor bank. |
| Onkel Karl                | Josef K.'s onkel; en nær slægtning fra landet, der forsøger at hjælpe sin nevø ved at insistere på, han skal tage kontakt til en advokat, men som til syvende og sidst opgiver alt håb. |
| Fru Grubach               | Josef K.'s værtinde; en forsagt ældre kvinde, der nærer stor respekt for sin lejer. |
| Frøken Bürstner           | Josef K.'s kvindelige nabo, som han nærer særlige følelser for. |
| Bankdirektøren            | Josef K.'s overordnede; en ældre, svagelig mand, som Josef K. kommer godt ud af det med. |
| Direktørens stedfortræder | Afløser for direktøren og Josef K.'s rival. Han forsøger at udnytte enhver given lejlighed til at ydmyge Josef K. og benytter hans proces til sin egen fordel. |
| Advokat Huld              | Josef K.'s forsvarer; en ældre mand med svagt hjerte. På grund af sin lidelse får han Josef K.'s sag til at trække i langdrag. |
| Leni                      | Advokatens kokkepige og sygeplejerske, som forelsker sig i Josef K. ved deres første møde i advokatens lejlighed. Hun nærer en svaghed for alle anklagede mænd; den kendsgerning, at de har begået en forbrydelse, der kræver rettergang, gør dem alle uimodståelige for hende. |
| Fabrikant                 | En fabrikant med tilknytning til banken, som prøver at rådgive Josef K. |
| Maleren Titorelli         | En kunstmaler med kendskab til retssystemets nederste dele. Hans erhverv, som blandt andet består i at portrættere dommere og embedsmænd, har han arvet efter sin fader. Da Josef K. besøger ham i hans mikroskopiske kvistlejlighed, lykkes det maleren at få solgt ham tre identiske malerier af det samme hedelandskab, samt en masse andre billeder han ellers ikke har kunnet sælge.                     |
| Rudi Block, købmand       | En kornhandler, der også er klient hos Josef K.'s advokat, og hvis proces har varet i fem år. Han er klient hos flere advokater, hvilket han ikke ønsker skal komme for en dag. Den langvarige proces har drænet ham for energi og modstandskraft, hvilket har gjort ham til en slave for sine advokater. For at hjælpe sig selv prøver han at skaffe sig skudsmål fra Leni til at formilde advokat Huld med. |
| Fængselskapellanen        | En kapellan. |